# Ludwig Stumpfegger
Ludwig Stumpfegger, född 11 juli 1910 i München, död 2 maj 1945 i Berlin, var en tysk SS-läkare och Obersturmbannführer i Waffen-SS. Han var Adolf Hitlers personlige kirurg från den 9 oktober 1944 till den 30 april 1945.

## Biografi
År 1936 tjänstgjorde Stumpfegger som assistent åt Karl Gebhardt vid Hohenlychens sanatorium. Senare deltog han i experimentell transplantationskirurgi på levande fångar i koncentrationslägret Ravensbrück.
I andra världskrigets slutskede befann sig Stumpfegger i Führerbunkern i Berlin. Efter Hitlers självmord den 30 april 1945 deltog han dagen därpå i dödandet av Joseph och Magda Goebbels sex barn. Framåt klockan 23.00 den 1 maj flydde en grupp personer från bunkern, däribland Stumpfegger, Martin Bormann och Hitlerjugends ledare, Arthur Axmann. De skulle försöka ta sig igenom de ryska linjerna, men företaget var utsiktslöst. Vid Lehrter Bahnhof hamnade de tre mitt i en granatattack. Axmann vittnade senare om hur han i månskenet vid Weidendammer Brücke såg Stumpfeggers och Bormanns döda kroppar. Detta skall ha varit någon gång mellan 01.30 och 02.30 natten till den 2 maj. Stumpfegger begick självmord genom att bita sönder en glasampull med cyankalium.
Stumpfeggers och Bormanns kvarlevor påträffades vid kabelarbeten vid Invalidenstraße i december 1972.

## Populärkultur
I filmen Undergången från 2004 porträtteras Ludwig Stumpfegger av Thorsten Krohn.